# Aldermanita
La aldermanita es un mineral de la clase de los minerales fosfatos. Fue descubierta en 1980 en una mina de Angaston en el valle de Barossa (Australia), siendo nombrada así en 1981 en honor de Arthur Richard Alderman, geólogo y mineralólogo australiano. Un sinónimo es su clave: IMA1980-044.

## Características químicas
Es un fosfato hidroxilado e hidratado de magnesio y aluminio, que cristaliza en el sistema ortorrómbico.

## Formación y yacimientos
Aparece como mineral secundario en cavidades en el interior de depósitos de fosfatos sedimentarios metamorfizados y con brechas, formado por alteración del mineral fluellita.
Suele encontrarse asociado a otros minerales como la fluellita o la limonita.